# Helohyidae
Gli eloiidi (Helohyidae) sono un gruppo di mammiferi artiodattili estinti. Vissero principalmente nell'Eocene medio/superiore (circa 50 - 39 milioni di anni fa) anche se alcuni fossili sono stati ritrovati in terreni dell'Oligocene superiore (circa 28 milioni di anni fa).

## Descrizione
Questi animali dovevano assomigliare vagamente a piccoli maiali dalla corporatura snella. Possedevano canini prominenti e molari con cuspidi di tipo bunodonte; le corone dentarie erano rigonfie e lo smalto era rugoso. I molari superiori erano solitamente squadrati, a causa dell'ingrossamento e dello spostamento del metaconulo, ma era presente anche un piccolo ipocono; il paraconulo era ridotto e non era presente alcun mesostilo. I molari inferiori aumentavano la taglia mano a mano che si procedeva verso il fondo della mandibola, e il paraconide era piccolo o assente. Alcune forme (ad esempio Gobiohyus) possedevano piccoli diastemi che separavano i premolari fra di loro. Il muso era solitamente allungato (ad esempio in Helohyus), ma in alcune forme ascritte a questa famiglia (Achaenodon) era molto corto. Rispetto ad altri artiodattili primitivi come i dicobunidi, gli eloiidi possedevano creste sagittali più alte; il genere Achaenodon, in particolare, possedeva una grande cresta sagittale e le sue dimensioni erano molto maggiori rispetto a quelle degli altri eloiidi.

## Classificazione
La famiglia Helohyidae venne istituita da Marshall nel 1877, per accogliere alcune forme di mammiferi artiodattili primitivi dell'Eocene americano. Oltre al genere tipo Helohyus, successivamente a questa famiglia sono stati ascritti i nordamericani Dyscritochoerus, Parahyus e Achaenodon. Altre forme provengono dall'Eocene medio-superiore dell'Asia (Gobiohyus della Mongolia Interna, Pakkokuhyus di Birmania e Progenitohyus della Thailandia. Quest'ultima forma potrebbe essere vicina all'origine della famiglia degli antracoteridi, simili a ippopotami. L'ultimo eloiide noto è Simojovelhyus dell'Oligocene superiore del Messico: la scoperta di questa forma implica l'esistenza di una ghost lineage degli eloiidi di circa 10 milioni di anni (Ferrusquía-Villafranca, 2006).
Gli eloiidi sono stati variamente classificati come parenti degli arcaici dicobunidi o come vicini all'origine degli antracoteridi. L'opinione corrente è quella di classificarli come parenti dei dicobunidi (McKenna e Bell, 1997; Stucky, 1998; Rose, 2006).